# Gymnocalycium pflanzii

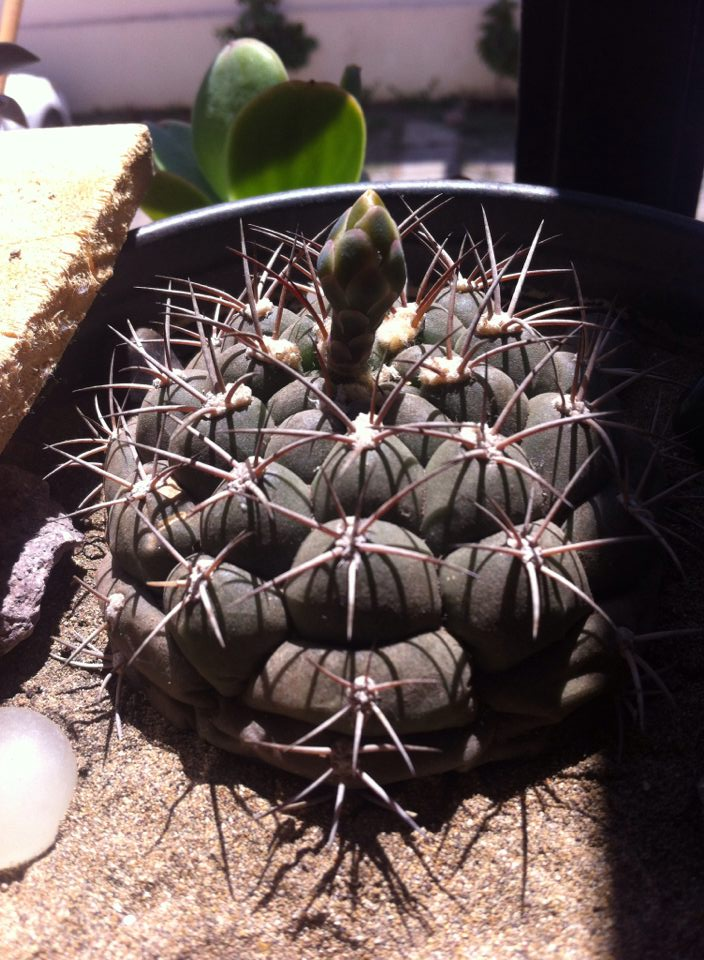
Cactus del género Gymnocalycium

Gymnocalycium pflanzii (Vaupel) Werderm.  es una especie fanerógama perteneciente a la familia de las Cactaceae. 

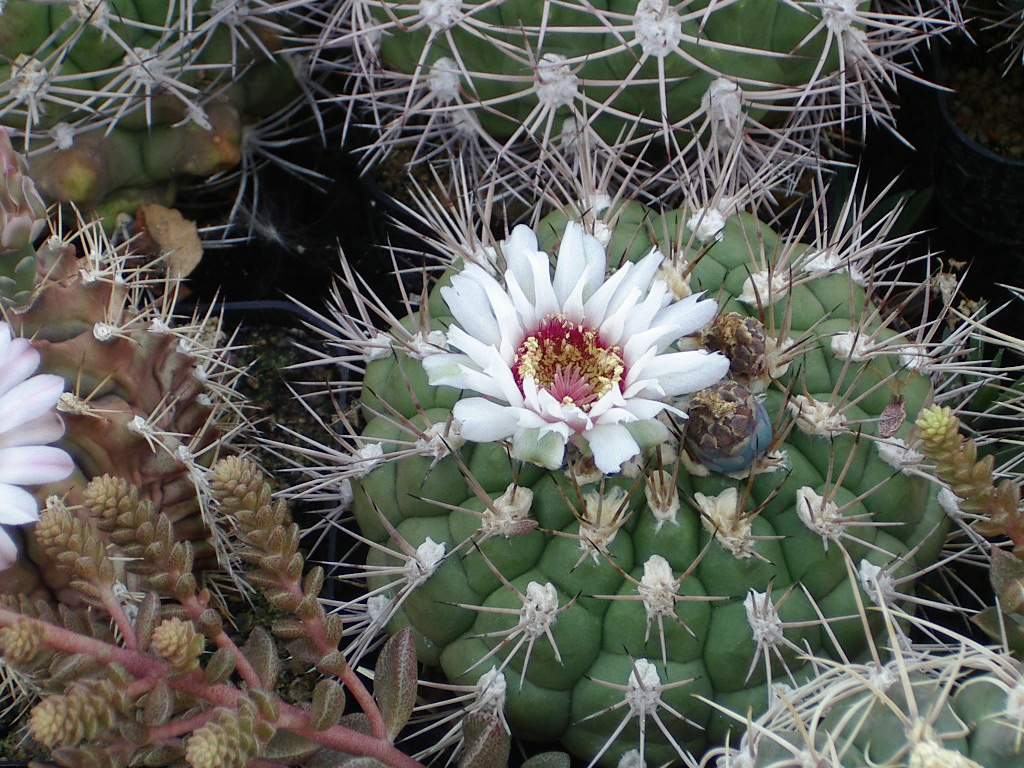
Vista de la planta en flor

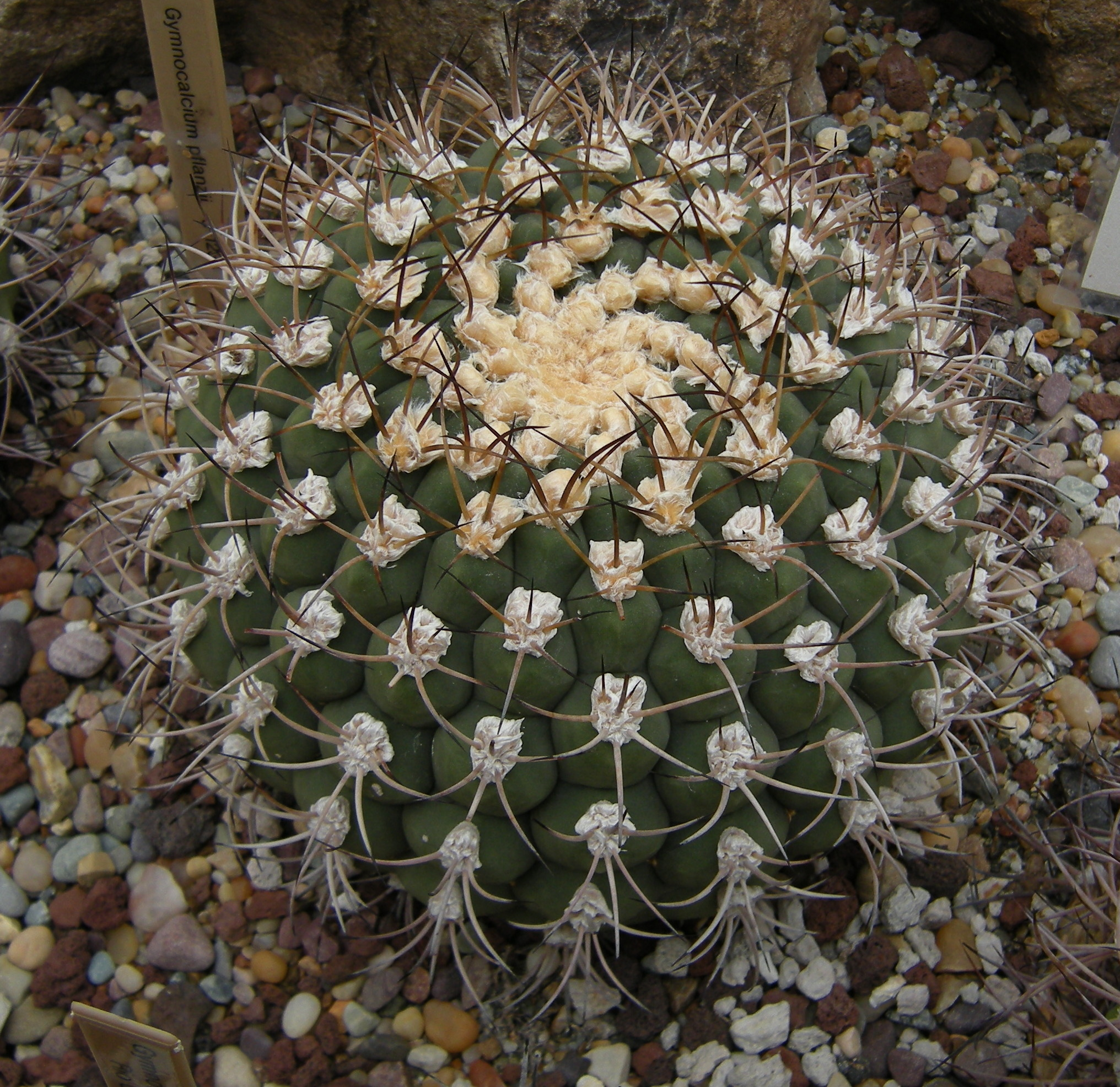
Vista de la planta

## Distribución
Es endémica de Bolivia y de Argentina. Es una especie común que se ha extendido por todo el mundo. Conservación:	Esta especie está presente en dos áreas protegidas de Paraguay (Parque nacional Teniente Enciso y el Parque nacional Defensores del Chaco).

## Descripción
Es una planta perenne carnosa, globosa con las hojas de color verde armada de espinos  y con las flores de color rosa.
Son características sus espinas largas, finas y curvadas hacia el propio cactus, originadas en el centro algodonoso de cada glóbulo, que no se enganchan por un roce accidental, pero se clavan fuertemente en caso de agarrar o intentar moverlo, en cuyo caso las puntas rompen fácilmente ocasionando rasguños dolorosos al incrustarse en la piel.

## Cultivo y cuidados
Muy extendidas como planta ornamental, gusta de sustrato volcánico o arenoso muy bien drenado, escaso en nutrientes y no tolera el mantillo o sustancias vegetales en descomposición.
Se suele reproducir por esquejes de brotes basales ya que su polinización depende de insectos voladores, típicos de sus lugares de origen pero infrecuentes en zonas de cultivo artificial.
Muy fácil de cultivar y conservar en interiores secos, no soportan humedad frecuente o durante periodos superiores a dos semanas, que permiten la proliferación de enfermedades y parásitos. 
El parásito más frecuente es la cochinilla harinosa, que no suelen causar su muerte, pero sirven de vectores a otras plagas.
El mayor peligro para la planta lo constituyen hongos que viven de la putrefacción vegetal, los cuales proliferan en periodos de humedad e invaden el corto tallo ocasionando su podredumbre.
Como muchos otros cactus globulares, las flores son de apertura diurna y cierre nocturno y se marchitan al regar o incrementar la humedad.

## Taxonomía
Gymnocalycium pflanzii fue descrita por (Vaupel) Werderm. y publicado en Repertorium Specierum Novarum Regni Vegetabilis, Beihefte C: 24, t. 94. 1935.
Etimología
Gymnocalycium: nombre genérico que deriva del griego,  γυμνός (gymnos) para "desnudo" y κάλυξ ( kalyx ) para "cáliz" = "cáliz desnudo", donde refiere a que los brotes florales no tienen ni pelos ni espinas.
pflanzii epíteto nombrado en honor de Karl Pflanz (1872–1925).
Variedades
- Gymnocalycium pflanzii subsp. pflanzii
- Gymnocalycium pflanzii subsp. argentinense
- Gymnocalycium pflanzii subsp. dorisiae

Sinonimia
- Gymnocalycium zegarrae
- Echinocactus pflanzii Vaupel
- Gymnocalycium chuquisacanum Cárdenas
- Gymnocalycium izozogsii Cárdenas
- Gymnocalycium marquezii Cárdenas[4]